# Paya Rumbai
Paya Rumbai is een bestuurslaag in het regentschap Indragiri Hulu van de provincie Riau, Indonesië. Paya Rumbai telt 6977 inwoners (volkstelling 2010).